# Máximo Quiles
Máximo Martínez Quiles (Murcia, 19 de marzo de 2008) es un piloto español de motociclismo que pertenece al equipo CFMoto Gaviota Aspar Team de la categoría de Moto3 del Campeonato del Mundo de Motociclismo. Fue campeón de la European Talent Cup en 2021 como debutante y tercero de la MotoGP Rookies Cup en 2022 y 2023.

## Biografía

### Inicios
Máximo con apenas 4 años se subió por primera vez en una moto en un circuito de asfalto y dos años después empezó a competir el Campeonato de Minivelocidad de Murcia participando en el circuito de Fortuna. Comenzó a competir a nivel nacional en 2017, logrando proclamarse campeón de España de mini motos 4'2, campeón de la Cuna Campeones en 4'2, motoDes mini 4'2 y de la Copa Levante 4'2. En el año 2018, con apenas 10 años acabaría en tercera posición del campeonato de España Mini Gp 110 y sería campeón de Europa Mini Gp O-160. En 2019, sería campeón de España Mini Gp 190 y acabaría en décima posición el Campeonato de España de Superbike Moto 4.

### European Talent Cup
En 2021, formaría parte el equipo Team Honda Laglisse con el que disputaría y ganaría la European Talent Cup con apenas 13 años.

### MotoGP Rookies Cup
En 2022, disputa la MotoGP Rookies Cup de la que acabaría en tercera posición de la edición 2022, venciendo la última prueba disputada en Valencia.
En 2023, repite en la MotoGP Rookies Cup de la que también acabaría en tercera posición de la temporada 2023, venciendo en dos pruebas.

### Moto3
Hizo su debut en el Campeonato del Mundo de Motociclismo en la tercera carrera en el Gran Premio de las Américas de 2025, tras no poder debutar antes por no tener la edad mínima permitida por la competición, clasificó 2.º en la parrilla en uno de los circuitos más difíciles del Mundial. Terminando esta primera carrera en quinta posición.

## Resultados

### European Talent Cup
(Carreras en negrita indica pole position, carreras en cursiva indica vuelta rápida)
| Temp. | 1     | 2     | 3     | 4       | 5     | 6     | 7     | 8     | 9     | 10    | 11    | 12    | Pts. | Pos. |
| ----- | ----- | ----- | ----- | ------- | ----- | ----- | ----- | ----- | ----- | ----- | ----- | ----- | ---- | ---- |
| 2021  | EST 5 | EST 4 | VAL 4 | VAL Ret | CAT 2 | POR 4 | ARA 3 | ARA C | JER 1 | JER 1 | VAL 1 | VAL 6 | 171  | 1.º  |

### Red Bull MotoGP Rookies Cup
(Carreras en negrita indica pole position, carreras en cursiva indica vuelta rápida)
| Temp. | 1       | 2      | 3     | 4     | 5     | 6       | 7       | 8       | 9       | 10    | 11     | 12    | 13      | 14      | Pts. | Pos. |
| ----- | ------- | ------ | ----- | ----- | ----- | ------- | ------- | ------- | ------- | ----- | ------ | ----- | ------- | ------- | ---- | ---- |
| 2022  | POR Ret | POR 8  | JER 4 | JER 1 | MUG 1 | MUG Ret | SAC 12  | SAC 6   | RBR 9   | RBR 2 | ARA 3  | ARA 2 | VAL 3   | VAL 1   | 189  | 3.°  |
| 2023  | POR 21  | POR 11 | JER 3 | JER 1 | LEM 4 | LEM 10  | MUG DNF | MUG 1   | ASS DNF | ASS 2 | RBR 4  | RBR 8 | MIS 3   | MIS 2   | 167  | 3.°  |
| 2024  | JER 3   | JER 4  | LMS 1 | LMS 5 | MUG 1 | MUG 4   | ASS INJ | ASS INJ | RBR 3   | RBR 2 | ARA NC | ARA 9 | MIS Ret | MIS DNS | 153  | 5.°  |

### Campeonato del Mundo de Motociclismo
Sistema de puntuación desde 2023 en adelante:
| Posición       | 1.º | 2.º | 3.º | 4.º | 5.º | 6.º | 7.º | 8.º | 9.º | 10.º | 11.º | 12.º | 13.º | 14.º | 15.º |
| Puntos         | 25  | 20  | 16  | 13  | 11  | 10  | 9   | 8   | 7   | 6    | 5    | 4    | 3    | 2    | 1    |
| Carrera sprint | 12  | 9   | 7   | 6   | 5   | 4   | 3   | 2   | 1   |      |      |      |      |      |      |

#### Carreras por año
| Año  | Cat.  | Moto | 1       | 2       | 3     | 4       | 5       | 6     | 7     | 8     | 9     | 10     | 11    | 12    | 13    | 14  | 15  | 16  | 17  | 18  | 19  | 20  | 21  | 22  | Pos. | Pts. |
| ---- | ----- | ---- | ------- | ------- | ----- | ------- | ------- | ----- | ----- | ----- | ----- | ------ | ----- | ----- | ----- | --- | --- | --- | --- | --- | --- | --- | --- | --- | ---- | ---- |
| 2025 | Moto3 | KTM  | THA DNS | ARG DNS | AME 5 | QAT INJ | SPA INJ | FRA 7 | GBR 2 | ARA 2 | ITA 1 | NED 15 | GER 2 | CZE 2 | AUT 4 | HUN | CAT | RSM | JPN | INA | AUS | MAL | POR | VAL | 4.°  | 139  |

| Color     | Resultado                                                               |
| --------- | ----------------------------------------------------------------------- |
| Oro       | Ganador                                                                 |
| Plata     | 2.ª plaza                                                               |
| Bronce    | 3.ª plaza                                                               |
| Verde     | Finalizó en los puntos                                                  |
| Azul      | Finalizó sin puntos                                                     |
| Azul      | NC - No clasificado                                                     |
| Violeta   | Ret - No terminó (Carrera)                                              |
| Rojo      | DNQ - No se clasificó                                                   |
| Negro     | DSQ - Descalificado                                                     |
| Blanco    | DNS - No empezó (carrera)                                               |
| Blanco    | WD - Retirado (fin de semana)                                           |
| Blanco    | C - Carrera cancelada                                                   |
| Sin color | DNP - Inscrito pero no participó                                        |
| Sin color | INJ - Lesionado                                                         |
| Sin color | EX - Excluido                                                           |
| Estado    | Resultado                                                               |
| Negrita   | Pole position                                                           |
| Cursiva   | Vuelta rápida                                                           |
| x         | Posición en carrera sprint                                              |
| †         | Abandona, pero clasifica al completar el porcentaje requerido para ello |